# 10-Yard Fight
10-Yard Fight (10ヤードファイト?, Ten Yādo Faito) è un videogioco arcade sportivo del 1983. Sviluppato e pubblicato in Giappone da Irem, il titolo è stato distribuito da Taito in America settentrionale e da Electrocoin in Europa. Convertito per Nintendo Entertainment System e MSX, è considerato uno dei primi videogioco di football americano. Il gioco è inoltre incluso nella raccolta Irem Arcade Classic per PlayStation e Sega Saturn.

## Modalità di gioco
Il giocatore controlla i membri di una squadra di football americano in divisa blu, mentre quella avversaria è in divisa rossa. Il gioco ha una prospettiva verticale. Il giocatore non ha la possibilità di scegliere se attaccare o difendere. In attacco, il giocatore riceve semplicemente la palla e ha l'opportunità di correre con il quarterback, lanciare la palla ad un compagno oppure lanciarla ad un ricevitore dalla lunga distanza. In difesa, il giocatore ha la possibilità di scegliere fra due giocatori mentre gli altri sono controllati dal computer.
10-Yard Fight ha cinque livelli di difficoltà: high school, college, professional, play-off e Super Bowl.

## Accoglienza
Il Pittsburgh Post-Gazette considera questo gioco il "patriarca dei giochi di football" mentre il The Journal News lo ritiene un "classico immortale".
Brett Weiss sostiene che il titolo non sia invecchiato bene, suggerendo agli appassionati di football americano Tecmo Bowl o Tecmo Super Bowl.